# Yasir Ali al-Saadi
Yasir Ali Mohammed al-Saadi (* 13. Februar 1998) ist ein irakischer Sprinter, der auf den 400-Meter-Lauf spezialisiert ist.

## Sportliche Laufbahn
Erste internationale Erfahrungen sammelte Yasir Ali Mohammed al-Saadi bei den Juniorenasienmeisterschaften 2016 in der Ho-Chi-Minh-Stadt, bei denen er im Einzelbewerb in 49,88 s im Vorlauf ausschied und mit der irakischen 4-mal-400-Meter-Staffel in 3:12,41 min den vierten Platz belegte. Zwei Jahre später nahm er erstmals an den Asienspielen in Jakarta teil und wurde mit der Staffel in 3:07,64 min Siebter. Im Jahr darauf erreichte er bei den Asienmeisterschaften in Doha das Halbfinale, in dem er mit 47,01 s ausschied. Zudem wurde er mit der Staffel im Finallauf disqualifiziert. 2021 siegte er mit der Staffel in 3:11,27 min bei den Arabischen Meisterschaften in Radès und 2023 wurde er bei den Hallenasienmeisterschaften in Astana mit 47,77 s Vierter über 400 Meter und stellte im Halbfinale mit 47,18 s einen neuen irakischen Landesrekord auf. Im April gewann er bei den Westasienmeisterschaften in Doha in 47,45 s die Bronzemedaille hinter den Katari Ammar Ismail Yahia Ibrahim und Ashraf Hussen Osman. Anschließend belegte er bei den Arabischen Meisterschaften in Marrakesch in 47,44 s den siebten Platz, ehe er bei den Panarabischen Spielen in Algier mit 47,25 s im Vorlauf über 400 Meter ausschied und mit der Staffel in 3:06,37 min die Bronzemedaille hinter den Teams aus Algerien und Marokko gewann. Daraufhin gelangte er mit der Staffel mit 3:04,94 min auf den vierten Platz bei den Asienmeisterschaften in Bangkok. Im Oktober wurde er mit der Staffel bei den Asienspielen in Hangzhou im Finale disqualifiziert. Im Jahr darauf gewann er bei den Hallenasienmeisterschaften in Teheran in 48,40 s die Bronzemedaille über 400 Meter hinter dem Iraner Mohammad Sajjad Aghaei und Mohammad Jahir Rayhan aus Bangladesch und mit der Staffel sicherte er sich in 3:12,09 min gemeinsam mit Taha Hussein Yaseen, Ihab Jabbar Hashim und Mohammed Abdulridha al-Tameemi die Silbermedaille hinter dem kasachischen Team.

## Persönliche Bestleistungen
- 400 Meter: 46,10 s, 20. Juni 2023 in Marrakesch
  - 400 Meter (Halle): 47,18 s, 10. Februar 2023 in Astana (irakischer Rekord)